# Manuela Ocón
Manuela Ocón Aburto (Huelva, 1973) es una directora de producción española. Ha ganado el Premio Goya en la categoría de mejor dirección de producción por Modelo 77 y ha estado nominada otras tres veces, por Grupo 7, La isla mínima y El hombre de las mil caras. También ha sido reconocida con los Premios Carmen de la Academia de Cine de Andalucía a la mejor dirección de producción por Modelo 77 en la segunda edición y mejor diseño de producción por Operación Camarón en la primera.

## Premios y nominaciones
| Año  | Premio        | Categoría                     | Trabajo                    | Resultado |
| ---- | ------------- | ----------------------------- | -------------------------- | --------- |
| 2012 | Premio Goya   | Mejor dirección de producción | Grupo 7                    | Nominada  |
| 2014 | Premio Goya   | Mejor dirección de producción | La isla mínima             | Nominada  |
| 2016 | Premio Goya   | Mejor dirección de producción | El hombre de las mil caras | Nominada  |
| 2023 | Premio Goya   | Mejor dirección de producción | Modelo 77                  | Ganadora  |
| 2023 | Premio Carmen | Mejor dirección de producción | Modelo 77                  | Ganadora  |

### Otros reconocimientos
- 2016. Premio Luz del Festival de Cine Iberoamericano de Huelva.[5][8]
- 2016. ASECAN a la mejor dirección de producción por El hombre de las mil caras
- 2016. Premio Archidona
- 2015. Premio ASECAN 'Josefina Molina'

## Filmografía
Ocón ha trabajado en más de 20 largometrajes pasando por todas las categorías del Departamento de Producción desde 1996. 
- 2021. Modelo 77. Largometraje producido por Atípica Films S.L. para Movistar y dirigido por Alberto Rodríguez.
- 2021. Héroes de barrio. Largometraje producido por Héroes de Barrio La Película y dirigido por Ángeles Reiné.
- 2020. Operación Camarón. Largometraje producido por La Pepa La Película para T5 y dirigido por Carlos Therón.
- 2017. La Peste. Serie de TV producida por Atípica Films para Movistar+ y dirigida por Alberto Rodríguez.
- 2015. El hombre de las mil caras. Largometraje producido por El Espía de las Mil Caras AIE y dirigido por Alberto Rodríguez.
- 2013. La isla mínima. Largometraje producido por Atípica Films y dirigido por Alberto Rodríguez.
- 2011. Grupo 7. Largometraje producido por Atípica Filme y La Zanfoña y dirigido por Alberto Rodríguez.
- 2009 -2010. No soy como tú. Producido por Notro Televisión - Antena 3.
- 2008. After. Largometraje producido por Tesela PC y La Zanfoña y dirigido por Alberto Rodríguez.
- 2006. ¿Por qué se frotan las patitas? Producido por Tesela PC y La Zanfoña, dirigida por Álvaro Begines.
- 2005. Cabeza de perro. Producido por Tesela PC y La Zanfoña, dirigido por Santiago Amodeo.
- 2005. La semana que viene. Producido por Maestranza Films, dirigido por Josetxo Sanmateo.
- 2004. 7 vírgenes. Producido por Tesela PC y dirigida por Alberto Rodríguez.
- 2004. El camino de Víctor. TV Movie. Producido por SAKAI Films.
- 2003. Atunes en el paraíso. Largometraje producido por Maestranza Films y dirigida por Pablo Carbonell.
- 2002. Noviembre. Producida por Tesela PC y dirigida por Achero Mañas.
- El traje. Producida por Tesela PC y dirigida por Alberto Rodríguez.
- 1999. Lázaro de Tormes. Producida por Lola Films y dirigida por Fernando Fernán Gómez y José Luis García Sánchez.
- 1999. Nadie conoce a nadie. Producida por Maestranza Films y dirigida por Mateo Gil.
- 1999. El Factor Pilgrim. Equipo en Sevilla. Producida por Seisdedos PC y Tesela PC.
- 1998. Goya en Burdeos. Producida por Lola Films y dirigida por Carlos Saura.

También ha realizado videodanza, cortometrajes y publicidad. 

## Trayectoria docente
Ocón inició su carrera como docente en el Departamento Español en Mallorca Film Academy, impartiendo el Curso de Dirección de Producción y Taller de Cortos, Programa de Verano y Programa de Invierno, en 2004. Después ha diseñado e impartido cursos sobre dirección de producción para la Fundación Autor en Sevilla en 2008 y para EL ESPACIO ABIERTO de Sevilla desde 2011 a 2014. También ha impartido la masterclass de Diseño de Producción para Directores/as Cinematográficos en la Filmoteca de Andalucía en 2013 y en el Máster de Dirección de Ficción de la Universidad de Sevilla en los cursos 2017/18 y 2018/19.
Coordinó el Seminario de cine andaluz en el Aula de la Experiencia de la Universidad de Sevilla en 2019 y continuó siendo docente del Aula en 2020. También coordina la asignatura de 4º curso denominada "Andalucía, tierra de cine". En 2022 impartió una masterclass en el Málaga School Training y en el Máster de Producción de la Universidad de Granada.

## Inicios: investigación
- 1999. Beca de investigación, Diputación de Huelva. Imágenes de Huelva, formato vídeo.
- 1998. Beca de investigación, Diputación de Huelva. Imágenes de Huelva, formato cine.
- 1995/1996. Beca de investigación, Filmoteca de Andalucía. Fondos cinematográficos de Archivo Regional de TVE.

## Publicaciones
- El Audiovisual ante la Ley de Igualdad. VVAA. Cap. "La Dirección de Producción desde otra perspectiva". Ed. Instituto Andaluz de la Mujer (IAM) y Fundación AVA, 2010.
- Reseña del libro La violencia machista en el cine, de las autoras Trinidad Núñez Domínguez y Yolanda Troyano Rodríguez. Ed. Delta, 2012 (publicación en julio de 2014, en Píxel-Bits).
- Tiempo. Femenino y singular. Género y tiempo en la creación audiovisual. Ed. Pábilo Editorial, 2020.

## Compromiso
Es integrante de diversas asociaciones. A nivel estatal está en APPA, asociación de personal de la producción audiovisual, y a nivel municipal en TeSeA, asociación de técnicos de cine de Sevilla, en la que es vocal en la Junta Directiva. Además, pertenece a la membresía de las asociaciones profesionales de mujeres de medios audiovisuales como CIMA y AAMMA. Es Académica de las Artes y las Ciencias Cinematográficas de España y en Andalucía es socia fundadora de la Academia del Cine de Andalucía en 2021. 